# Janez Puh

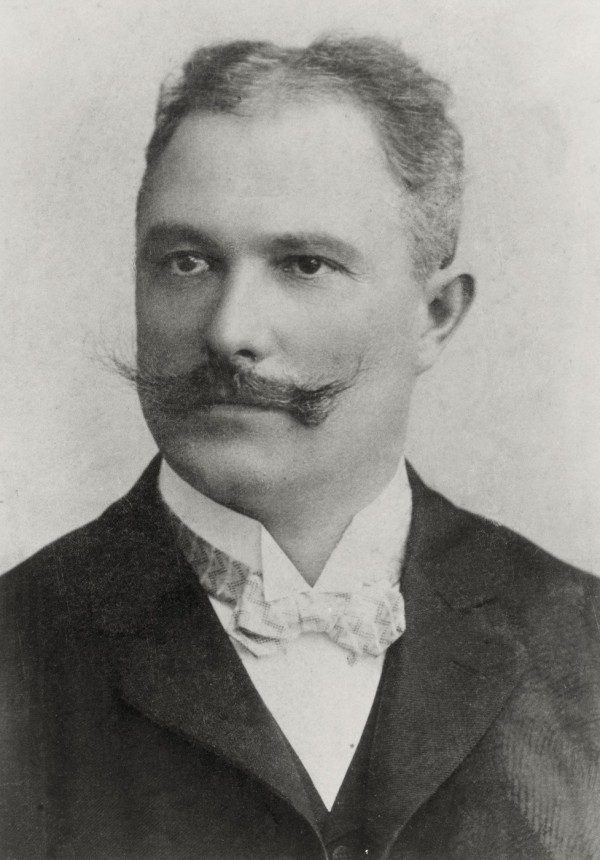
Janez Puh

Johann Puch (Duits) of Janez Puh (Sloveens) (Sakušak pri Juršincih bij Ptuj, 27 juni 1862 - Zagreb, 7 juli 1914) was een Oostenrijks uitvinder en mechanicus van Sloveense nationaliteit.
Van oorsprong smid van beroep, wisselde Janez Puh al snel naar fietsenmaker toen meer en meer fietsen op de markt kwamen. Na zijn militaire dienst vestigde hij zich in 1885 in Graz, de hoofdstad van Stiermarken.
In 1889 richtte hij zijn fabriek Styria Werke op en begon met de fabricatie van fietsen, vanaf 1903 volgden motorfietsen. In 1904 construeerde hij zijn eerste auto, en ging daarmee in serieproductie in 1906. Drie jaar later werd de eerste propellermotor geproduceerd. In vijftien jaar tijd meldde hij meer dan dertig patenten aan. Al in 1912 telde de fabriek van Janez Puh ruim 1100 werknemers. Zijn fabriek vormde de basis voor het latere Steyr-Daimler-Puch (Graz en Wenen).
De Puch, een motorfietstype, was van 1903 tot 1987 in productie. De rechten op de Puch motorfiets werden gekocht door het Italiaanse bedrijf Piaggio, dat onder andere de Vespa produceert. De firma Steyr Puch bestaat nog steeds en produceert voornamelijk onderdelen voor grotere personenvoertuigen.
Janez Puh werd kort na zijn overlijden in Graz begraven.
- Gemeinsame Normdatei: 121673995
- International Standard Name Identifier: 0000 0000 3443 7703
- Library of Congress Control Number: n2001112731
- Nationale Bibliotheek van Tsjechië: js2015888920
- Virtual International Authority File: 74714900
- WorldCat: E39PBJfCrYF8m9fGTtwPGCyfMP